# Tibet, le pays sacrifié
Pour les articles homonymes, voir Tibet (homonymie).
Tibet, le pays sacrifié est une œuvre de l'écrivain et journaliste français Claude Arpi, publiée en 2000 aux éditions Calmann-Lévy. Sa version anglaise originelle a été traduite en français par Claude B. Levenson. En 2011, il est publié en format livre de poche aux éditions Bouquineo.

## Résumé
Claude Arpi, installé en 1974 à Auroville, en Inde, où il fonda en 1993 le pavillon tibétain, a acquis, selon le dalaï-lama, une « ample compréhension du dossier tibétain ». Il a pu accéder aux archives américaines, russes et indiennes ouvertes à la fin des années 1990, et compléter ces informations grâce à ses contacts avec des personnalités indiennes et à son amitié avec le 14e dalaï-lama,.
L'ouvrage est une étude historique présentant le « contexte international de l’invasion chinoise ». Le livre évoque les événements historiques et politiques avant l'intervention militaire chinoise au Tibet en 1950. Il explique comment du Ve au XXe siècle, le Tibet a maintenu un équilibre entre ses voisins puissants. Certaines de ses sources proviennent des archives du gouvernement tibétain en exil, mais aussi de la « Grande-Bretagne, de l'Inde et de la Chine ».
À travers divers chapitres, Claude Arpi examine les évolutions de cette crise comme les difficultés pour l'ONU d'inscrire la question tibétaine ou le rôle du Premier ministre de l'Inde, Jawaharlal Nehru, et les « atermoiements des Occidentaux sont particulièrement éclairants ».

## Accueil critique
L'universitaire Roger-Pol Droit considère l'ouvrage comme « remarquablement documenté, et parfois aride comme un sentier himalayen », dans une critique parue dans Le Monde du 1er juillet 2007.
L'historien Benoît Villiers estime que l'ouvrage « présente un ensemble de caractéristiques qui lui donnent une originalité certaine » et que son « balayage historique » des relations entre le Tibet et la Chine depuis les premiers siècles de notre ère « à lui seul, vaut de recommander le livre ». Il réprouve toutefois certaines notations : « On oubliera quelques remarques peu historiques sur l'Inde par nature pacifique et la Chine, par nature arrogante et guerrière, on oubliera aussi la suggestion fantastique d'une origine mystérieuse du séisme de 1950 en Assam et au Tibet qui, le 15 août 1950, frappa le Tibet peu avant l'invasion chinoise ».
L'Union bouddhiste de France présente  Tibet, le pays sacrifié comme « l’ouvrage de référence sur le destin politique du Tibet qui manquait au public francophone ».
Matthieu Ricard qualifie le livre d'« étude historique majeure et fascinante des influences humaines et politiques qui ont permis l'invasion du Tibet par la Chine communiste ».
Rendant compte de l'édition en anglais, Thubten Samphel, alors secrétaire du ministère des Affaires étrangères de l'administration centrale tibétaine, y voit une histoire du Tibet, depuis l'introduction du bouddhisme jusqu’au plan de paix en cinq points pour le Tibet présenté par le dalaï-lama au parlement des États-Unis en 1987. Il estime que le point fort de l'ouvrage est son analyse de la réponse de l'Inde aux revendications de la Chine communiste sur le Tibet, des débats ayant agité le parlement indien sur la question, et de la position finalement adoptée par l'Inde. À ses yeux, le livre est une contribution importante à l'histoire de la tragédie du Tibet.

## Éditions
- (en) Fate of Tibet: When Big Insects Eat Small Insects, Éditeur Har-Anand Publications (New Delhi), 2 mars 1999
- Tibet, le pays sacrifié, Calmann-Lévy, 2000  (ISBN 2702131328), traduction de Claude B. Levenson[13]
- Tibet, le pays sacrifié, Bouquineo, 2011,  (ISBN 2313002128 et 9782313002124)

## Suite
Un autre ouvrage de l'auteur, Tibet: The Lost Frontier, publié en 2008, complète et développe Tibet, le pays sacrifié
. 